# Kaloula mediolineata
Kaloula mediolineata là một loài ễnh ương trong họ Nhái bầu. Chúng được tìm thấy ở Thái Lan, miền nam Lào và Tây Nguyên Việt Nam (tỉnh Đắc Lắc), và có thể cả Campuchia.
Các môi trường sống tự nhiên của chúng là các khu rừng khô nhiệt đới hoặc cận nhiệt đới, rừng ẩm vùng đất thấp nhiệt đới hoặc cận nhiệt đới, và đầm nước ngọt có nước theo mùa. Loài này đang bị đe dọa do mất môi trường sống.